# 小槻伊綱
小槻 伊綱（おづき の これつな、生年不詳 - 正和5年2月14日〈1316年3月8日〉）は、鎌倉時代の官人。内匠頭・小槻益材の子。官位は正五位上・左大史。

## 経歴
亀山院政期にて、右少史を経て、弘安7年（1284年）従五位下に叙爵する。のち、算博士・大蔵権大輔・穀倉院別当等を務め、弘安11年（1288年）正五位下に叙せられる。正応5年（1292年）大夫史であった祖父の小槻秀氏が没するが、父の益材は既に亡く、伊綱は若年であったことから大夫史を継ぐことはできず、壬生流の顕衡が単独で大夫史を占めた。
正安元年（1299年）左大史に任ぜられて壬生流の統良と大夫史に並ぶと、翌正安2年（1300年）統良が没したために伊綱が官務（左大史上首）となる。その後、卒去までの約15年に亘って官務の地位を占め、延慶3年（1310年）ごろ正五位上に至った。
正和5年（1316年）2月14日卒去。

## 官歴
- 時期不詳：右少史
- 弘安7年（1284年） 6月24日：従五位下[1]
- 時期不詳：算博士。大蔵権大輔。穀倉院別当[2]
- 弘安11年（1288年） 3月6日：正五位下[1]
- 正安元年（1299年） 5月13日：見左大史[3]
- 嘉元4年（1306年） 9月2日：見修理東大寺大仏長官正五位下行左大史[4]
- 延慶3年（1310年） 2月21日：見修理東大寺大仏長官正五位上行左大史[5]
- 正和5年（1316年） 2月14日：卒去[2]

## 系譜
『系図纂要』による。
- 父：小槻益材
- 母：不詳
- 妻：中原師顕の娘
  - 男子：小槻冬直
- 生母不詳の子女
  - 男子：小槻清澄